# Thanks for Sharing – Süchtig nach Sex
Thanks for Sharing – Süchtig nach Sex ist ein US-amerikanisches Melodram von Stuart Blumberg aus dem Jahr 2012.

## Handlung
Drei Sexsüchtige versuchen ihre Sucht zu bekämpfen, denn sie wollen eine normale Beziehung mit einer Frau führen. Mike ist mit seiner alten Schulliebe zusammen. Adam führt eine Beziehung mit Phoebe und Neil hat wegen seiner Sucht seine Arbeit verloren und benötigt Hilfe.

## Produktion
Regie führte Stuart Blumberg und die Drehbücher schrieben Stuart Blumberg und Matt Winston. Die Produzenten waren William Migliore, David Koplan, Leslie Urdang, Dean Vanech und Miranda de Pencier. Die Musik komponierte Christopher Lennertz und für die Kameraführung war Yaron Orbach verantwortlich. Für den Schnitt verantwortlich war Anne McCabe.

## Veröffentlichung
Der Film wurde auf dem Toronto International Film Festival 2012 mit gemischten Kritiken uraufgeführt. Der Film wurde ein Jahr später in den Vereinigten Staaten veröffentlicht.

## Kritik
„Melodramatischer Film über ein soziales Tabuthema, das in einem Reigen diverser episodischer Erzählstränge aufgefächert wird. Solide gespielt, steht er dabei seinem ernsten und durchaus engagierten Anliegen selbst im Weg, indem er das Thema Sexsucht formal als nur wenig überzeugende Mischung aus Tragik, Romantik und Slapstick-Humor angeht und sich dabei eher unverbindlich verhält.“